# Dicarnosis erythrocephala
Dicarnosis erythrocephala är en stekelart som beskrevs av Geoffrey John Kerrich 1978.
Dicarnosis erythrocephala ingår i släktet Dicarnosis och familjen sköldlussteklar. Inga underarter finns listade i Catalogue of Life.